# N686 (België)
De N686 is een gewestweg in de Belgische provincie Luik. De weg takt van de N62 ten westen van Spa af en eindigt na iets meer dan 1 kilometer.